# Aaron Scott
Aaron Scott (nascut el 18 de juliol de 1986) és un futbolista neozelandès que actualment juga pel Waitakere United del Campionat de Futbol de Nova Zelanda.

## Trajectòria per club
Del juliol de 2006 al juliol de 2008 Scott va jugar amb el Waikato FC del Campionat de Futbol de Nova Zelanda. Entre aquests dos anys va jugar en un total de 32 partits pel club, en els quals marcaria 2 gols.
A partir del juliol de 2008 va començar a jugar amb el Waitakere United. Des del 2008 Scott ha estat una peça clau en la defensa del Waitakere. Ha jugat en un total de 70 partits pel club, en els quals ha marcat un gol. En el Campionat del Món de Clubs de la FIFA de 2008 va ser substitut en el partit contra l'Adelaide United, però al final el Waitakere perdé contra l'equip australià i Scott no hi jugà.

## Trajectòria internacional
Va ser inclòs en la plantilla neozelandesa en el torneig futbolístic dels Jocs Olímpics de Pequín de 2008. A més, Scott va jugar amb la selecció neozelandesa en la Copa Confederacions de 2009 a Sud-àfrica.

## Palmarès
- Campionat de Futbol de Nova Zelanda (3): 2009-10, 2010-11, 2011-12.